# Hawthorn Woods
Hawthorn Woods és una vila dels Estats Units a l'estat d'Illinois. Segons el cens del 2000 tenia 6.002 habitants.

## Demografia
Segons el cens del 2000, Hawthorn Woods tenia 6.002 habitants, 1.831 habitatges, i 1.708 famílies. La densitat de població era de 432,3 habitants/km².
Dels 1.831 habitatges en un 55,3% hi vivien nens de menys de 18 anys, en un 89,2% hi vivien parelles casades, en un 3,1% dones solteres, i en un 6,7% no eren unitats familiars. En el 4,2% dels habitatges hi vivien persones soles l'1% de les quals corresponia a persones de 65 anys o més que vivien soles. El nombre mitjà de persones vivint en cada habitatge era de 3,28 i el nombre mitjà de persones que vivien en cada família era de 3,39.
Per edats la població es repartia de la següent manera: un 33,6% tenia menys de 18 anys, un 4,6% entre 18 i 24, un 28,3% entre 25 i 44, un 29,1% de 45 a 60 i un 4,4% 65 anys o més.
L'edat mediana era de 38 anys. Per cada 100 dones de 18 o més anys hi havia 98,8 homes.
Entorn del 2,1% de les famílies i l'1,9% de la població estaven per davall del llindar de pobresa.

## Poblacions properes
El següent diagrama mostra les poblacions més properes.